# Madame de La Carlière
Madame de La Carlière, sous-titré Sur l'inconséquence du jugement public de nos actions particulières est un conte de l’écrivain français Denis Diderot rédigé en 1772, publié pour la première fois en volume en 1798.
Précédé de Ceci n'est pas un conte et suivi par le Supplément au Voyage de Bougainville, il forme un triptyque de contes moraux rédigés en 1772 qui paraitra dans la Correspondance littéraire en 1773.
Madame de la Carlière tient son nom de la mère de Sophie Volland, Élisabeth Françoise Brunel de La Carlière.

## Thématique
À travers le récit des amours malheureuses de Mme de la Carlière et du chevalier Desroches, Diderot « déplace le problème de la signification de l'anecdote vers la question du jugement du public. » Le sous-titre est d'ailleurs explicite à cet égard : Sur l’Inconséquence du jugement public de nos actions particulières. Diderot s'attaque aux jugements précipités : 

« C’est ici que je vous prie de détourner vos yeux, s’il se peut, de Mme de La Carlière, pour les fixer sur le public, sur cette foule imbécile qui nous juge, qui dispose de notre honneur, qui nous porte aux nues ou qui nous traîne dans la fange, et qu’on respecte d’autant plus qu’on a plus d’énergie et de vertu. »

Tout en présentant l'inconstance des passions comme un fait de la nature humaine — qui devrait être prise en compte par une législation moins absurde —, Diderot fait de Mme de la Carlière  une victime de sa propre obstination. Comme le note Laurent Loty, « le malheur de l'être délaissé n'est pas pour autant une fatalité, il relève aussi d'une auto-aliénation. »